# City Airline
City Airline war eine schwedische Fluggesellschaft mit Sitz in Göteborg und zuletzt ein Tochterunternehmen der Skyways Express.

## Geschichte
City Airline wurde 1997 gegründet und war zunächst für British Midland aktiv, bevor ab September 2001 ein eigenes europäisches Streckennetz ab dem Heimatflughafen Göteborg/Landvetter aufgebaut wurde. Die Strategie von City Airline war es, Flughäfen zwischen bekannten großen Flughäfen zu identifizieren und somit neue Ziele nonstop anfliegen zu können. Seit dem 1. April 2006 arbeiteten City Airline und SAS bei der Anrechnung von Bonusmeilen zusammen.
Im April 2011 wurde bekannt gegeben, dass City Airline durch Skyways Express aufgekauft wurde und in diese integriert werden soll. Dies wurde bis Ende 2011 durch Übernahme der Flotte und Einstellung des eigenen Außenauftritts der City Airline umgesetzt. Im Mai 2012 ging Skyways Express zusammen mit City Airline in Insolvenz und stellte den Betrieb ein.

## Ziele
City Airline bediente mehrere Ziele innerhalb Schwedens sowie weitere europäische Flugziele wie beispielsweise Rom, Tallinn und Birmingham. Darüber hinaus bestand ein Codeshare-Abkommen mit SAS.

## Flotte
Mit Stand September 2011 bestand die Flotte der City Airline aus 14 Flugzeugen, die alle in die Flotte der neuen Eigentümerin Skyways Express übergingen:
- 02 Embraer ERJ 135
- 10 Embraer ERJ 145
- 02 McDonnell Douglas MD-87